# Massimo Morasso
Massimo Morasso (Genova, 31 luglio 1964) è un saggista, poeta e critico letterario italiano.

## Biografia
Germanista di formazione, è scrittore poliedrico (ha pubblicato cicli poetici, saggi narrativi, traduzioni, testi di meditazione, libri di versi e un vasto zibaldone). Ha frequentato la Facoltà di Lettere presso l'Università degli Studi di Genova, dove si è laureato con una tesi sul poeta tedesco Rainer Maria Rilke. Nel 2001 ha scritto la Carta per la Terra e per l'Uomo , un manifesto di etica ambientale sottoscritto da vari premi Nobel per la Letteratura e premi Pulitzer per la Poesia. I suoi lavori critici e creativi sono stati pubblicati su numerose antologie e riviste, quali, fra le altre: Humanitas, Micromega e Atelier. È fra i collaboratori alle pagine culturali de "Il Foglio", "Il Manifesto" e "Il Secolo XIX". 
Nel 2017, con la raccolta poetica L'opera in rosso pubblicata da Passigli, ha ottenuto i Premi Gozzano e Prata. Sul piano critico, sta proponendo una lettura revisionista della poesia contemporanea, in chiave anagogica. È direttore editoriale delle Edizioni Contatti e della rivista AV. Tra i riconoscimenti che ha ottenuto, il premio Catullo dell'Accademia Mondiale della Poesia dell'UNESCO, conferitogli nel 2018 per il suo contributo a favore della promozione della poesia internazionale in Italia , e, di recente, il Premio Flaiano per la Poesia 2024. 

## Opere

### Prosa
- Bagattelle intorno a un compito di civiltà, Galata, Genova 2008
- La furia per la parola nella poesia tedesca degli ultimi due secoli, puntoacapo Edizioni, Novi Ligure 2009 (Premio Internazionale “Nuove Lettere” 2010)
- La vita intensa. I racconti di Vivien Leigh, Le Mani, Recco 2009
- In bianca maglia d’ortiche. Per un ritratto di Cristina Campo, Marietti, Genova-Milano 2010
- Essere trasfigurato, Qiqajon, Magnano (BI) 2012
- Il mondo senza Benjamin, Moretti & Vitali, Bergamo 2014
- Fantasmata, Lamantica, Brescia 2017
- Rilke feat Michelangelo, CartaCanta, Forlì 2017 (Premio Catullo 2018)
- Kafkegaard, Lamantica, Brescia 2018
- L’amore, il silenzio e la bellezza, Animamundi, Otranto 2020
- Le Indie di Genova, Lamantica, Brescia 2020
- L'obbedienza, Feeria, Panzano (FI), 2022
- Il sogno di Zhuangzi, Lamantica, Brescia 2022
- Re-visione della poesia, Industria & Letteratura, Massa 2024

### Poesia
- Nel ritmo del ritorno, L’Obliquo, Brescia 1997 (prima parte de Il portavoce)
- Distacco, L’Obliquo, Brescia 2000 (seconda parte de Il portavoce)
- Le storie dell’aria, L’Obliquo, Brescia 2000 (terza parte de Il portavoce)
- Le poesie di Vivien Leigh. Canzoniere apocrifo, Marietti, Genova-Milano 2005 (Premio Città di Atri 2007)
- Viatico, Raffaelli, Rimini 2010 (quarta, quinta e sesta parte de Il portavoce)
- La caccia spirituale, Jaca Book, Milano 2012 (settima, ottava e nona parte de Il portavoce)
- L’opera in rosso, Passigli, Bagno a Ripoli (FI) 2016 (Premio Prata 2017, Premio Gozzano 2017)
- American Dreams, Interno Poesia, Latiano (BR) 2019
- La leggenda della primavera, Algra, Viagrande (CT) 2023 (riprende Nel ritrmo del ritorno, Distacco e Le storie dell'aria)
- Frammenti di nobili cose, Passigli, Bagno a Ripoli (FI) 2023 (Premio Flaiano Poesia 2024)

### Traduzioni
- Navarro Scott Momaday, La strana e veridica storia della mia vita con Billy the Kid, Società Letteraria Rapallo 1994
- Yvan Goll, Chaplinata, L’Obliquo, Brescia 1995
- William Butler Yeats, Calvario. La Resurrezione. Purgatorio, Società Letteraria Rapallo, Rapallo 1995 (traduzioni riviste e riproposte in WBY, Drammi cristici, Saya, Milano 2022)
- Yvan Goll, La rivolta di Giobbe (con testo di Erri De Luca e immagini di Giorgio Bertelli), L’Obliquo, Brescia 1998
- Ernst Meister, Poesie scelte, Il Cobold, Genova 1999
- David Jones, da Epoch and the Artist, su AV 1, 2017
- Yvan Goll, “Manifesti”, su AV 2, 2018

### Curatele
- Il Mare. Supplemento letterario 1932-1933, Società Letteraria Rapallo, Rapallo 1999
- “Arca”, n.10, La stanza segreta: la lettera, Edizioni Joker, Novi Ligure (AL) 2004
- Renzo Barsacchi, Desiderio eterno, Editrice Santi Quaranta, Treviso 2006
- Dino Campana, Canti Orfici, Maqroll, Genova 2011
- Poesia, cosa m’illumina il tuo sguardo?, Contatti Edizioni, Genova 2020